# منشأة ناصر (الشرقية)
قرية منشأة ناصر هي إحدى القرى التابعة لمركز أولاد صقر في محافظة الشرقية في جمهورية مصر العربية. حسب إحصاءات سنة 2006، بلغ إجمالي السكان في منشأة ناصر 3688 نسمة، منهم 1853 رجل و1835 امرأة.